# Loe van Belle
Loe van Belle (* 24. Januar 2002 in Zoetermeer) ist ein niederländischer Radrennfahrer, der im Straßenradsport aktiv ist.

## Sportlicher Werdegang
Als Junior machte van Belle durch den Gewinn der nationalen Meisterschaften im Einzelzeitfahren sowie eine Reihe weiterer Top-Platzierungen auf sich aufmerksam. Mit dem Wechsel in die U23 wurde er 2021 Mitglied im Jumbo-Visma Development Team. Bereits in seiner ersten Saison erzielte mit einem Tageserfolg bei der Tour du Pays de Montbéliard und bei der Flanders Tomorrow Tour zwei Siege bei einem UCI-Rennen. In den zwei folgenden Jahren gewann er kein weiteres Rennen, jedoch stellte er sein Leistungsvermögen weiterhin mehrfach unter Beweis, unter anderem durch den jeweils zweiten Platz bei den niederländischen U23-Meisterschaften 2022 im Straßenrennen, auf der sechsten Etappe der Tour de l’Avenir 2022 sowie im Prologzeitfahren zum Giro Next Gen 2023.
Bereits im September 2022 offiziell bekannt gegeben, wurde van Belle zur Saison 2024 in das UCI WorldTeam von Jumbo-Visma übernommen. Bestes Ergebnis in seiner Debütsaison war der neunte Platz bei Rund um Köln.

## Familie
Sein älterer Bruder Bas van Belle (* 2000, † 2024) war ebenso Radrennfahrer und fuhr unter anderem von 2019 bis 2020 für das Team Leopard Pro Cycling, seine jüngere Schwester ist Lisa van Belle, die 2024 im Madison-Wettbewerb bei den Olympischen Spielen in Paris die Bronzemedaille gewann.

## Erfolge
2020
- niederländischer Meister – Einzelzeitfahren (Junioren)

2021
- Mannschaftszeitfahren Tour Alsace
- eine Etappe Tour du Pays de Montbéliard
- eine Etappe Flanders Tomorrow Tour

2022
- Mannschaftszeitfahren Tour de l’Avenir